# Henri Belolo
Henri Belolo, né le 27 novembre 1936 à Casablanca au Maroc et mort le 3 août 2019 dans le 16e arrondissement de Paris,, est un producteur de musique français.
Il est avec Jacques Morali le coproducteur du groupe Village People.

## Biographie
Henri Belolo commence à travailler pour Eddie Barclay, puis arrive en 1960 chez Polydor. Il fonde ensuite les Disques Carabine, un label qui va produire plus de 150 disques.
En partant en 1973 aux États-Unis, il va rencontrer le succès au tout début de la vague disco. Avec l'aide de son ami le compositeur Jacques Morali, il a entre autres créé la Ritchie Family et le groupe Village People avec lequel il reçoit un Grammy Award en 1979. Avec Morali, il fonde Can't Stop Music Productions. 
Il est ensuite l'un des importateurs de la culture hip hop en France avec le groupe Break Machine et son célèbre Street Dance (1984). Il est aussi le fondateur en juin 1976 du label Scorpio Music en France, label indépendant qui contribuera fortement durant les années 1990 jusqu'à nos jours à l'essor de la House music et de la « culture club » en publiant en France de nombreux tubes venus d'artistes tels que 2 Unlimited, Moloko, Gala, Eiffel 65, Haddaway, Jaydee, Black Legend, Bellini, Hermes House Band (avec notamment un remix du I Will Survive de Gloria Gaynor, devenu l'hymne de l'Équipe de France de football en 1998), Bass Bumpers, 20 Fingers, Ilona Mitrecey… 
Il est également cofondateur de la SPPF (Société des producteurs de phonogrammes en France) qui réunit plus de 800 labels indépendants.
Henri Belolo a continué à travailler en France en tant que producteur de musique, jusqu'à son décès le 3 août 2019, des suites d'une grave maladie.
À sa mort, Bruno Lion, président de la Sacem, déclare qu'Henri Belolo restera « comme un extraordinaire éditeur et producteur de la période disco, un modèle et un précurseur pour tous ceux qui rêvent d’exporter nos musiques. Le monde entier a dansé sur Village People… grâce à lui ».

## Décoration
- Chevalier de la Légion d'honneur (2016)[9]